# Gonypetella fusca
Gonypetella fusca är en bönsyrseart som beskrevs av Giglio-tos 1915. Gonypetella fusca ingår i släktet Gonypetella och familjen Mantidae. Inga underarter finns listade i Catalogue of Life.